# اوست-بارتاگا
اوست-بارتاگا (انگلیسی: Ust-Bartaga) یک شهرک در شهرستان کاراایدلسکی استان باشقیرستان کشور روسیه است.